# Kanał McClintocka
Kanał McClintocka (również: Kanał M'Clintocka, ang. McClintock Channel) – cieśnina zlokalizowana w regionie Kitikmeot, w terytorium Nunavut w Kanadzie. Kanał znajduje się na Oceanie Arktycznym, oddziela Wyspę Wiktorii od Wyspy Księcia Walii. Cieśnina została nazwana na cześć Francisa Leopolda McClintocka, irlandzkiego odkrywcy w służbie brytyjskiej Royal Navy, znanego z jego odkryć w terytoriach arktycznych Kanady. Kanał ma 274 km długości, co sprawia, że jest jedną z najdłuższych cieśnin w Archipelagu Arktycznym, oraz od 105 do 209 km szerokości.
Kanał McClintocka łączy Zatokę Ommanneya oraz Kanał Parry’ego na północnym zachodzie z Cieśniną Larsena na południowym wschodzie. Na południowy wschód od kanału leży Wyspa Gateshead.